# Gustave Peignot

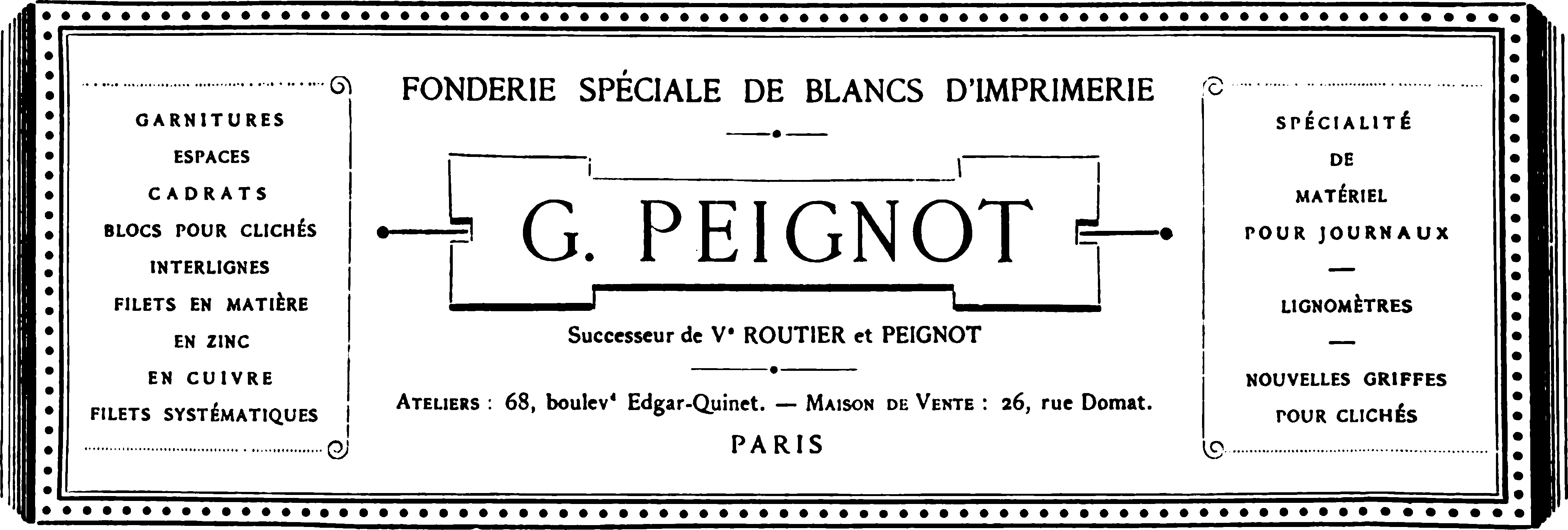
Anzeige für G. Peignot, veröffentlicht in der Zeitschrift L’imprimerie, (1883)

Gustave Peignot (* 12. Mai 1839 in Fontainebleau; † 21. Juni 1899 in Paris) war Gründer und Firmenchef einer der wichtigsten Schriftgießereien von Paris.

## Leben und Werk
Gustave Peignot heiratete 1865 Marie Zélie Laporte (1847–1922). Georges Peignot ging als Sohn aus der Ehe hervor.
Gustave Peignot erwarb 1868 bei einer öffentlichen Versteigerung eine kleine Gießerei für Metallbarren in Paris. Mit einem Betrag, den er von seiner Patentante geliehen hatte, ersteigerte er die Gießerei mit der Absicht, Lettern herzustellen. Er eröffnete sein Geschäft „G. Peignot“ in der Rue Domat im Quartier Latin und bald darauf am Boulevard Edgar-Quinet im Quartier du Montparnasse. Gustave Peignot erwarb Satzschriften gescheiterter französischer Unternehmen. 1881 kaufte er die Bestände der Gießerei Longien auf, die Nachfolger der Gießerei Petitbon war. 1892 übernahm er die Restbestände der Gießereien Cochard & David. 1898 firmierte Gustav Peignot um. Er nannte den Familienbetrieb G. Peignot & Fils. Der Betrieb wurde in eine Kommanditgesellschaft umgewandelt und seinen fünf Söhnen geschenkt. 1899 starb Gustave Peignot im Alter von 60 Jahren.